# Viivikonna
Viivikonna is een plaats in de Estlandse gemeente Narva-Jõesuu, provincie Ida-Virumaa.

## Geschiedenis
De plaats, die de status van dorp (Estisch: küla) heeft, ontstond in de jaren dertig van de 20e eeuw als woonplaats voor de arbeiders in de plaatselijke schalieolie-industrie. De naam werd overgenomen van Wiwikond, een dorpje dat vanaf 1583 bestond, maar na de Tweede Wereldoorlog is verdwenen. Het lag 3 km ten zuiden van Viivikonna; de plaats waar het gelegen heeft behoort nu tot het grondgebied van het dorp Mustanina.
Tussen 1950 en 1960 hoorde Viivikonna bij Narva, tussen 1960 en 2017 bij Kohtla-Järve. In 1962 werd Sirgala, toen in de gemeente Vaivara, bij Viivikonna gevoegd, ook al grenzen de plaatsen niet aan elkaar. In 1993 kreeg Viivikonna/Sirgala de status van stadsdeel van Kohtla-Järve. Die stad bestond uit zes niet verbonden delen, waarbij Viivikonna en Sirgala weliswaar samen een van die delen vormden, maar onderling ook niet verbonden waren. Viivikonna ligt 32 km verwijderd van Järve, het meest westelijk gelegen stadsdeel. De gezamenlijke oppervlakte was 2,4 km².
De bevolking van Viivikonna/Sirgala liep in de loop der jaren sterk terug. In 2005 had het stadsdeel nog 302 inwoners, in 2011 waren dat er nog maar 99. In 2017 was het aantal weer licht gestegen tot 118.
Al in 2010 liet Kohtla-Järve weten graag van het stadsdeel af te willen, maar Vaivara had er weinig belangstelling voor. Later in de jaren tien maakte de Estische overheid plannen om Viivikonna toch bij Vaivara te voegen. In 2017 besloot de overheid tot een fusie van de gemeenten Vaivara en Narva-Jõesuu. Viivikonna en Sirgala werden als twee aparte dorpen bij de fusiegemeente gevoegd. Vanaf 2017 worden de inwoners van Sirgala en Viivikonna apart geteld. Op 1 januari 2021 had Sirgala 39 inwoners en Viivikonna 47.

## Schalieolie

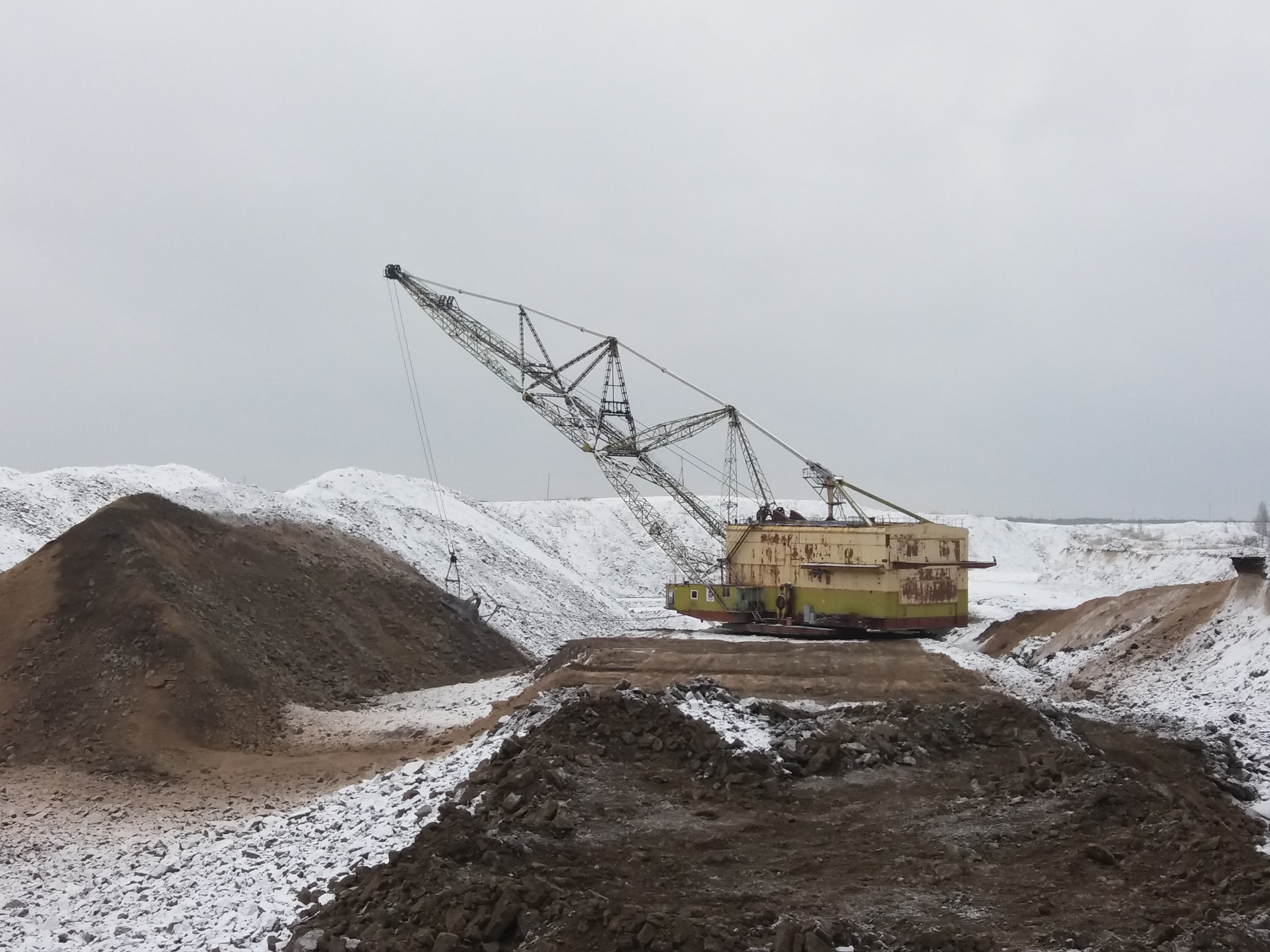
Winning van schalieolie anno 2017

Sinds 1936 wordt bij Viivikonna olie gewonnen uit schalie. De oliewinning loopt al sinds de jaren zeventig terug. In een uitgeput deel van het winningsgebied is in die jaren een kunstmatig meer, het Vesiloo järv, aangelegd, dat wordt gebruikt als zwemwater.

## Spoorlijnen
Bij Viivikonna komen drie goederenspoorlijnen bij elkaar. De lijn naar het noordoosten geeft bij Vaivara aansluiting op de spoorlijn Tallinn - Narva, de lijn naar het zuidoosten gaat naar de energiecentrale Eesti Elektrijaam bij Narva en de lijn naar het westen naar het stadsdeel Ahtme van Kohtla-Järve.